# District de Muret
Le district de Muret est une ancienne division territoriale française du département de la Haute-Garonne de 1790 à 1795.
Il était composé des cantons de Muret, Auterive, Cintegabelle, l'Herm, Noé, Rieumes et Saint Lis.